# Islande aux Jeux olympiques d'hiver de 1988
L'Islande participe aux Jeux olympiques d'hiver de 1988, qui ont lieu à Calgary au Canada. Ce pays, représenté par trois athlètes, prend part aux Jeux d'hiver pour la dixième fois de son histoire. Il ne remporte pas de médaille.

## Résultats

### Ski de fond
| Épreuve      | Athlète        | Course            | Course |
| Épreuve      | Athlète        | Temps             | Rang   |
| ------------ | -------------- | ----------------- | ------ |
| 30 km hommes | Einar Ólafsson | 1 h 39 min 56 s 3 | 65     |
| 50 km hommes | Einar Ólafsson | 2 h 18 min 21 s 9 | 44     |

### Ski alpin
| Athlète                | Épreuve             | Manche 1        | Manche 2        | Total           | Total           |
| Athlète                | Épreuve             | Temps           | Temps           | Temps           | Rang            |
| ---------------------- | ------------------- | --------------- | --------------- | --------------- | --------------- |
| Daníel Hilmarsson      | Super-G hommes      |                 |                 | N'a pas terminé | N'a pas terminé |
| Daníel Hilmarsson      | Slalom géant hommes | 1 min 13 s 15   | 1 min 09 s 59   | 2 min 22 s 74   | 42              |
| Daníel Hilmarsson      | Slalom hommes       | 58 s 98         | 56 s 31         | 1 min 55 s 29   | 24              |
| Guðrún Kristjánsdóttir | Slalom géant femmes | N'a pas terminé | N'a pas terminé | N'a pas terminé | N'a pas terminé |